# Gspaltenhorn
Das 3436 m hohe Gspaltenhorn ist ein Berg der Berner Alpen in der Schweiz.
Das Gspaltenhorn liegt nordöstlich der Blüemlisalpgruppe, von der es durch die Gamchilücke (2836 m) getrennt ist. Nach Süden fällt es in einer steilen Felswand auf den Tschingelfirn ab.
Der Name des Gspaltenhorns leitet sich wahrscheinlich von den zerklüfteten Felsen des Südwestgrates ab.

## Anstieg

Gspaltenhorn, Ballonaufnahme von Eduard Spelterini, zwischen 1893 und 1924

Der Normalweg führt über den Nordwestgrat, der auch Leiterngrat genannt wird. Startpunkt ist die auf 2455 m gelegene Gspaltenhornhütte, von der die Route in den Bütlassesattel (3019 m) führt. Von diesem Sattel erreicht man den Nordwestgrat, welcher bis zum Gipfel (Stellen II. Grad) verfolgt wird.